# Павел, Петр
Петр Павел (чеш. Petr Pavel; род. 1 ноября 1961, Плана, Пльзеньский край) — чешский государственный, военный и политический деятель, генерал армии в отставке. Президент Чехии с 9 марта 2023 года. В прошлом — председатель Военного комитета НАТО (2015—2018), первый представитель восточноевропейского государства на этой должности, начальник Генерального штаба Армии Чешской Республики (2012—2015).

## Образование
В 1975—1979 годах Петр Павел окончил военную гимназию имени Яна Жижки из Троцнова в Опаве, после чего поступил в Военный институт сухопутных войск (чеш. Vysoká vojenská škola pozemního vojska) в Вишкове, который окончил в 1983 году. В 1988—1991 годах получил послевузовское образование в Военной академии в Брно. В последующие пятнадцать лет Павел неоднократно проходил повышение квалификации в Великобритании: курсы высших офицеров в Штабном колледже в Кемберли, Суррей (1995 год), курс генерального штаба в Королевском колледже оборонных исследований (англ. Royal College of Defence Studies) в Лондоне (2005 год), программа по международным отношениям в Кингс-колледже в Лондоне (2005—2006 годы).
Владеет английским, французским и русским языками, имеет учёную степень инженера (Ing.).

## Военная карьера
Военная карьера Петра Павела в Чехословацкой армии началась в 1983 году, когда он был назначен командиром разведывательного парашютно-десантного взвода особого назначения. В 1985 году вступил в Коммунистическую партию Чехословакии, членом которой оставался до 1989 года. Через два года его назначили командиром роты, которой он командовал до 1988 года. В 1991 году Павел перешёл на службу в чешскую военную разведку, а в 1993—1994 годах был заместителем военного и военно-воздушного атташе Чешской Республики в Бельгии.
В конце 1992 — начале 1993 года Петр Павел в чине подполковника входил в состав чешской миротворческой миссии в составе UNPROFOR в Хорватии, где в январе 1993 года отличился в операции по спасению пятидесяти французских военных, заблокированных между сербскими и хорватскими воюющими сторонами. За этот поступок Павел был награждён французским крестом Воинской доблести с бронзовой звездой, который получил из рук министра обороны Франции Франсуа Леотара. Кроме того, Павелу была вручена государственная награда Чехии — медаль «За героизм».
В 1996 году Павел стал военным помощником директора Военной разведки Чехии и через год был назначен командиром бригады спецназа в Простеёве. В 1999—2002 годах занимал должность военного помощника директора по руководству операциями в союзническом региональном командовании «Север» в Брюнсюме. В декабре 2002 года Петр Павел получил звание бригадного генерала и был назначен на должность командующего специальными войсками Армии Чешской Республики.
В январе — апреле 2003 года Петр Павел был национальным военным представителем при Центральном командовании вооружённых сил США (USCENTCOM) в Тампе (Флорида) и при подразделении USCENTCOM Forward в Катаре. 1 декабря того же года был назначен заместителем командующего Объединёнными силами Армии ЧР — командующим специальными войсками (занимал эту должность до 2005 года). В 2006—2007 годах Павел занимал должность директора оперативного отдела Министерства обороны Чехии в ранге заместителя руководителя секции развития родов войск (оперативной секции Министерства обороны).
С 2007 по 2009 годы Петр Павел занимал должность заместителя военного представителя Чехии в Евросоюзе и НАТО в Брюсселе, а в январе 2010 года был назначен национальным военным представителем Чешской Республики при Верховном главнокомандовании сил НАТО в Европе (SHAPE) в Монсе (Бельгия) и вошёл в состав особой комиссии Министерства обороны Чехии.
1 июля 2011 года Павел занял должность заместителя начальника Генерального штаба Армии Чешской Республики — начальника штаба при Властимиле Пицеке. 29 июня 2012 года президент Чехии Вацлав Клаус назначил Петра Павела начальником Генерального штаба Чешской армии взамен ушедшего в отставку Пицека, 1 июля того же года Павел вступил в должность, а 3 июля посол Франции в Чешской Республике Пьер Леви вручил генерал-поручику Павелу офицерский крест ордена Почётного легиона.
В июле 2014 года правительство Богуслава Соботки выдвинуло кандидатуру генерала армии Петра Павела на пост председателя Военного комитета НАТО на период 2015—2018 годов. 20 сентября на заседании Военного комитета НАТО в Вильнюсе Петр Павел был избран председателем комитета, получив 20 голосов членов комитета и опередив кандидатов от Греции и Италии. Генерал Павел занял пост председателя Военного комитета НАТО в июне 2015 года после окончания срока полномочий датского генерала Кнуда Бартельса. По мнению чешского посла при НАТО Йиржи Шедивы, генерал Павел победил во многом благодаря своим личным качествам: профессиональным и личным достоинствам, способности достигать договорённости и приходить к разумному решению. Кроме того, по утверждению Йиржи Шедивы, в пользу Петра Павела сыграла однозначная поддержка США. «Начальники генеральных штабов стран альянса не выберут себе в руководители того, кого они не уважают. В генерале Павеле они видят сильную, харизматическую личность» — отметил посол Чехии.

## Общественная деятельность
В декабре 2018 года покинул ряды Армии Чехии в связи с уходом на пенсию. Однако, в общественной жизни стал играть большую роль. Весной 2020 года основал инициативу «Вместе сильнее» (чеш. Spolu silnější) и начал сбор денежных средств на помощь людям, которые занимались борьбой с эпидемией COVID-19, в первых рядах. Впоследствии он сформировал команду экспертов, которая представила свои рекомендации по выходу из кризиса. Осенью 2020 года, во время второй волны коронавирусной пандемии в Чехии, он активно занимался волонтёрством и помогал, в частности, учреждениям системы здравоохранения и социальным учреждениям.

## Президентские выборы
После ухода из армии, в средствах массовой информации стала появляться информация о том, что Павел планирует принять участие в президентских выборах в 2023 году. До 2020 года Павел данную информацию не подтверждал, а после говорил, что о своём решении объявит позже. Лишь в конце июня 2022 года Павел официально подтвердил, что планирует принять участие в выборах. Официальная кампания началась в августе.
Петр Павел планировал участвовать в выборах как независимый кандидат, самовыдвиженец, и для этого ему нужно было собрать подписи 50 тысяч граждан Чехии. Он также вёл переговоры о поддержке своей кандидатуры с коалицией «Вместе» (чеш. SPOLU) (ODS, KDU-ČSL и TOP 09), позднее коалиция поддержала Павела, а также его двоих конкурентов Дануше Нерудову и Павла Фишера. В ноябре было объявлено, что Павел собрал более 81 тысяч подписей и после проверки, министерство внутренних дел зарегистрировало его в качестве независимого кандидата.
Согласно опросам общественного мнения и букмекерским курсам, у Петра Павела были все шансы успешно побороться за пост президента и попасть во второй тур вместе с бывшим премьер-министром Андреем Бабишем.
В первом туре он получил 1 975 056 (35,40 %) голосов и попал во второй тур, вместе с Андреем Бабишем.
Во втором туре получил 3 359 301 (58,32 %) голосов избирателей и был избран президентом Чешской Республики.
Инаугурация состоялась 9 марта 2023 года во Владиславском зале Пражского Града. В своей инаугурационной речи он подчеркнул достоинство, уважение и порядочность и заявил, что хотел бы участвовать в создании общего видения Чешской Республики.

## Президентство
Его первая президентская поездка привела в Словакию, где он встретился с президентом Зузаной Чапутовой, премьер-министром Эдуардом Хегером и спикером Национального совета Борисом Колларом.
В течение первых 100 дней своего пребывания в должности Павел работал над открытием Пражского града для публики, улучшением коммуникации и процесса принятия решений в президентской канцелярии, а также стремился выступать посредником и находить точки соприкосновения по ключевым внутриполитическим вопросам между правительством и оппозицией. С тех пор, как он вступил в должность, общественное доверие к президенту выросло с 20 % до 58 %, что является самым высоким показателем за несколько лет. Павел назначил трёх судей в Конституционный суд и выступал на заседаниях Палаты депутатов и Сената. Политические аналитики высоко оценили его символизм и открытое общение с общественностью.
К июню 2023 года Павел посетил все соседние страны (Словакию, Польшу, Германию и Австрию). Он предложил углубить сотрудничество между Чешской Республикой и Германией и предпринял шаги по улучшению отношений между Чешской Республикой и Судетско-немецким земельным союзом. В мае 2023 года его визит на мотоцикле в Баварию на Недели баварско-чешской дружбы привлёк значительное внимание.
Павел является активным сторонником Украины в её войне против России, выступая за сохранение единой позиции Запада. В апреле 2023 года он был первым иностранным президентом, посетившим восточную Украину с начала войны, предложив поддержку в восстановлении Днепропетровской области. В июне 2023 года в интервью для Радио Свободная Европа высказался за усиление слежки за всеми гражданами России, проживающими на Западе. Уточняя, он сослался на обращение с американцами японского происхождения во время Второй мировой войны. Его слова были встречены критикой со стороны российской оппозиции и СМИ. Позже Павел пояснил, что он говорил о необходимых мерах безопасности для предотвращения нападений, подобных взрывам на складах боеприпасов в Врбетице в 2014 году и распространению российской пропаганды, а не слежки на индивидуальном уровне, и что он не одобрял обращение с американцами японского происхождения. Вячеслав Володин, спикер Государственной думы, исказил слова Павела и предупредил, что русские, живущие на Западе, будут отправлены в концентрационные лагеря.
В 2023 году Павел выступил с речами, среди прочего, на 4-м саммите Совета Европы, 78-й сессии Генеральной Ассамблеи ООН, саммите климатических амбиций, в Совете Безопасности ООН и в Европейском парламенте, призывая бороться с популизмом, разъяснять гражданам принципы, на которых стоит Европа, противостоять усталости от войны и не идти на уступки России. На саммите по достижению ЦУР он представил заявление от имени 46 государств-членов организации «Следопыты за мирные, справедливые и инклюзивные общества».
15 января 2024 года Павел посетил Израиль, чтобы выразить солидарность со страной во время войны с ХАМАС. В Праге прошли протесты против его визита в Израиль. После встречи с израильскими политиками Павел сказал, что поддерживает решение о двух государствах. Затем он посетил Катар, где обсудил израильско-палестинский конфликт с эмиром Катара Тамимом бен Хамадом Аль Тани.
В августе 2024 президент Чехии заявил, что любое мирное соглашение между Украиной и Россией не будет справедливым для Киева. Удовлетворение всех требований к Москве - фантазия. Результат, по его словам, будет «немного иным», но цель должна заключаться в том, чтобы максимально приблизиться к справедливому миру.
В сентябре 2024 Петр Павел призвал Украину к «реалистичности» по поводу вопроса полного возвращения захваченных земель. По мнению политика, окончательная победа одной из сторон конфликта маловероятна. Он раскритиковал идею полного прекращения военной помощи Украине, но призвал украинскую сторону принять во внимание давление, с которым сталкиваются правительства в связи с усталостью населения от войны. Призывы к прекращению помощи он назвал популизмом. По его мнению, полное прекращение военной помощи не приведет к мирному соглашению. 

## Высшие воинские звания
Петру Павелу с 2002 года были присвоены следующие высшие воинские звания Армии Чешской Республики:
|  | Бригадный генерал с 1 декабря 2002 года |
|  | Генерал-майор с 8 мая 2010 года         |
|  | Генерал-поручик с 8 мая 2012 года       |
|  | Генерал армии с 8 мая 2014 года         |

## Награды
Государственные
- Медаль «За службу Родине» (ЧССР, 1988)
- Медаль «За героизм»
- Медаль Карла Крамаржа (20 января 2014)[41]
- Орден Белого Льва (8 марта 2023) — как глава государства.
- Орден Томаша Гаррига Масарика (8 марта 2023) — как глава государства.

Ведомственные

- Лента медали «За службу в вооружённых силах Чешской Республики» I степени
- Медаль Армии Чешской Республики III—I степеней
- Похвальный крест Министра обороны Чешской Республики III и II степени
- Медаль министра обороны Чешской Республики «За службу в зарубежье» (Кувейт) III степени
- Медаль министра обороны Чешской Республики «За службу в зарубежье» (боевое задание) III степени
- Крест министра обороны Чешской Республики «За оборону государства»[42]
- Памятный знак «За службу миру»

Иностранные
- Командор ордена «За заслуги» (Франция)[43]
- Крест Воинской доблести с бронзовой звездой (Франция)
- Офицерский крест ордена Почётного легиона (Франция, 3 июля 2012)[6][8][16]
- Командор ордена Легион почёта (США, 2018)[44]
- Большой крест ордена Короны (Бельгия, 2018)[42]
- Почётный знак Министерства обороны «Святой Георгий» (Болгария) I степени[45]
- Орден Двойного белого креста 1 класса (Словакия, 13 июня 2024) — за вклад в развитие чешско-словацких отношений[46].
- Крест Добрососедства (Объединённый переходный кабинет Беларуси, 2024)[47].
- Кавалер Большого креста ордена Нидерландского льва (Нидерланды, 4 июня 2025)

## Семья
У Павела двое сыновей от первого брака с Ганой Павловой, на которой он женился в августе 1986 года. После развода в 2001 году женился во второй раз на Еве Павловой, подполковнике запаса. Вместе с ней он воспитывал и своих сыновей, и её дочь Еву. Его интересы включают путешествия, катание на лыжах, фотографии и книги. На момент выдвижения кандидатуры в президенты в 2023 году имел место жительства в селе Черноучек в районе Литомержице, где его жена также работает членом городского совета. В своём родном городе победил в первом туре президентских выборов, набрав 81,61 %.